# 万春街道
万春街道，是中华人民共和国安徽省芜湖市鸠江区下辖的一个乡镇级行政单位。

## 行政区划
万春街道下辖以下地区：
代垛社区、同和村、新民村、南辛村、苏子村、张拐村、新胜村、安乐村、木龙村、金华村、胜和村和中心村。